# The Desaturating Seven
The Desaturating Seven es el noveno álbum de estudio de la banda de rock estadounidense Primus, publicado el 29 de septiembre de 2017. Se trata de un álbum conceptual basado en el libro infantil The Rainbow Goblins del autor italiano Ul de Rico.

## Lista de canciones
| N.º | Título       | Duración |  |
| 1.  | «The Valley» | 4:43     |  |
| 2.  | «The Seven»  | 3:08     |  |
| 3.  | «The Trek»   | 7:50     |  |
| 4.  | «The Scheme» | 2:50     |  |
| 5.  | «The Dream»  | 6:36     |  |
| 6.  | «The Storm»  | 7:47     |  |
| 7.  | «The Ends?»  | 1:44     |  |